# Babankatami
Babankatami ou Baban Katami, est une localité et une commune rurale du Niger, du département de Bouza, région de Tahoua.

## Géographie
Babankatami est située à 32 km au nord-ouest du chef-lieu départemental Bouza.  
|          | Azèye       | Bermo     |
| Tabotaki | Babankatami | Korahane  |
| Bouza    | Karofane    | Adjékoria |

## Histoire
La commune rurale de Babankatami instaurée en 2002 est issue du nord-est du canton de Bouza. 

## Population
Lors du recensement général de 2012, la population communale est relevée à 65 906 habitants. La localité compte 4 890 habitants en 2012.

## Services et infrastructures
- Centre de Santé Intégré (CSI) à Babankatami,
- Collège d'enseignement général (CEG) à Babankatami,
- Centre de formation des métiers (CFM) à Babankatami.